# IC 59
IC 59 — відбивна туманність у сузір'ї Кассіопеї. Пов'язана із зорею γ Кассіопеї.